# Mujer desnuda de Nínive

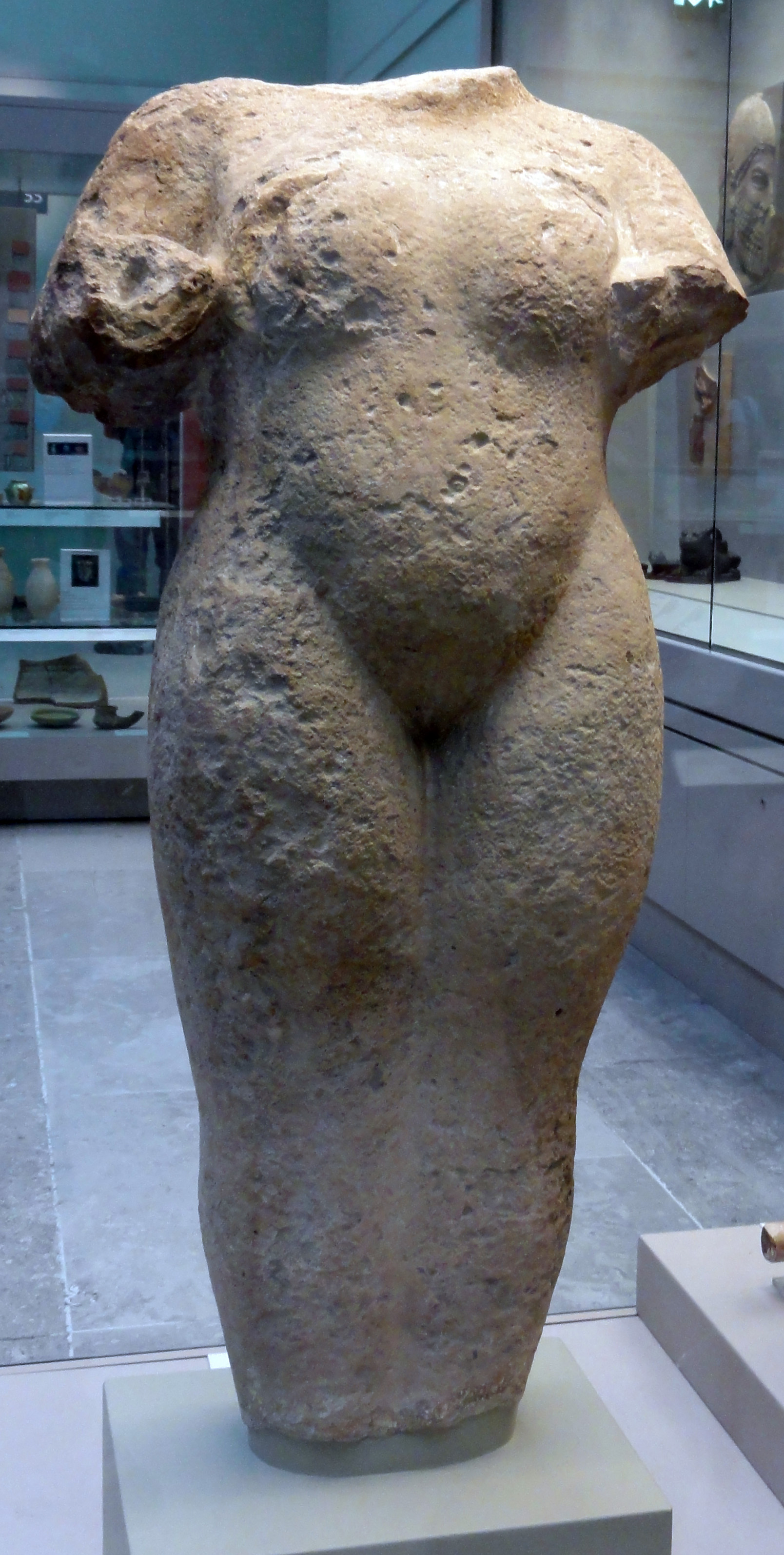
La estatua por delante.

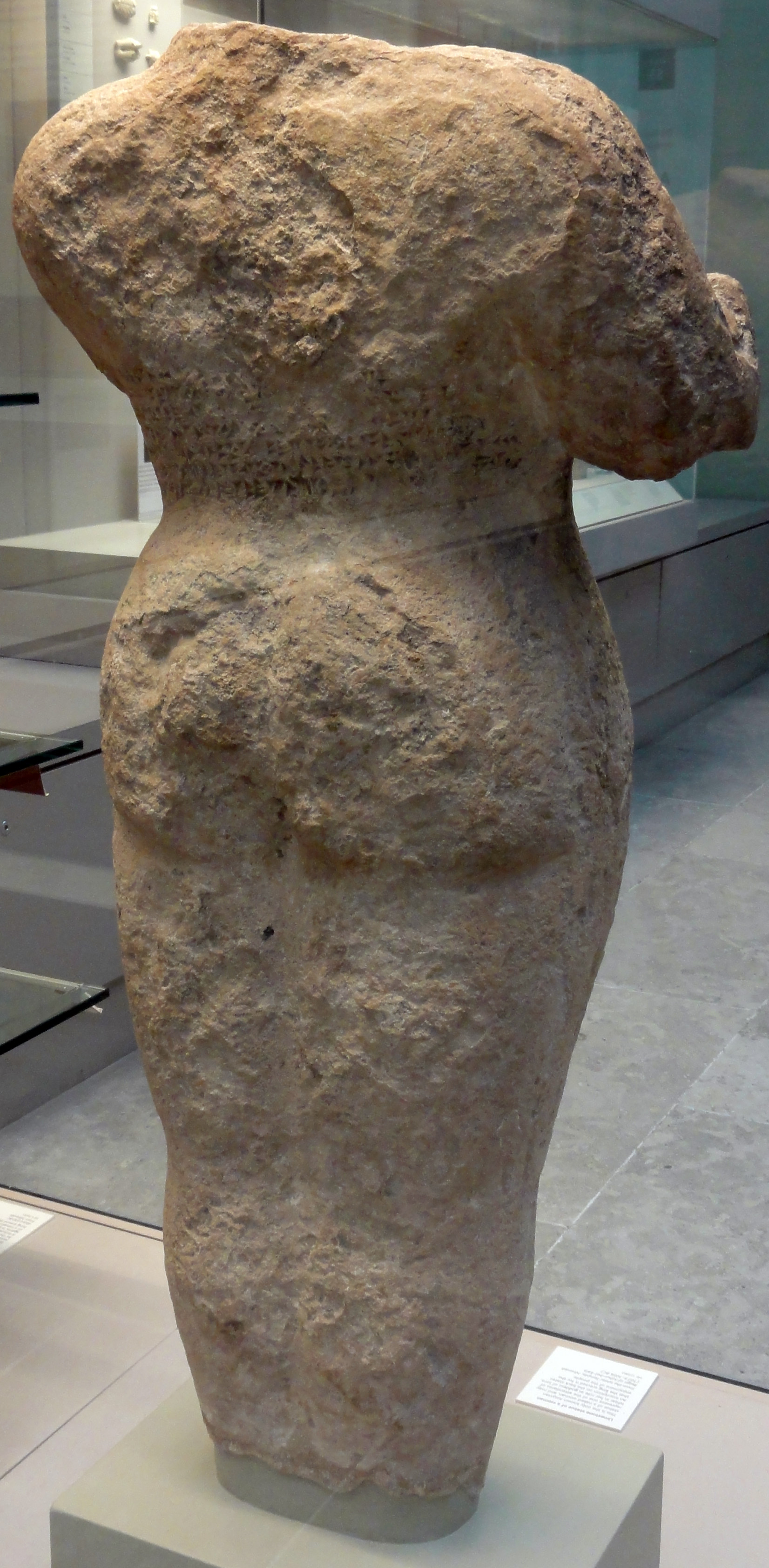
La estatua por detrás.

Estatua de una mujer desnuda de Nínive es una estatua de piedra caliza, originalmente policromada, encontrada en 1853 por Hormuz Rassam en Nínive, una de las antiguas capitales de Asiria. La pieza que representa a una mujer desnuda no está completa: faltan la cabeza, los brazos y los pies, y el cuerpo conservado está algo dañado (especialmente en la espalda). Algunos detalles, como el vello púbico cuidadosamente cincelado, aún son visibles. Algo menor del tamaño natural, el torso mide 97 cm de altura y su ancho varía de 46 cm (a la altura de los hombros) a 25 cm (por encima de la rodilla). Actualmente, se encuentra en la colección del Museo Británico (en el inventario, BM 124963). Su singularidad radica en el hecho de que es la única estatua asiria conocida de una mujer desnuda.
La estatua fue encontrada cerca de las ruinas del Templo de Ishtar, en la misma zanja donde se encontró otro importante monumento asirio, el llamado obelisco roto. Es muy probable que la estatua en sí represente a Ishtar en su papel de diosa del amor y originalmente podría haber estado en el templo dedicado a ella.
En la parte posterior de la estatua hay una breve inscripción cuneiforme que indica que la estatua fue construida durante el reinado del rey asirio Ashur-bel-kala (1073-1056 a. C.). El texto también menciona que este rey hizo erigir tales estatuas en provincias, ciudades y guarniciones ina mu-ḫi ṣi-a-ḫi - "para despertar entusiasmo"  o "por placer". La palabra ṣâḫu usada aquí también puede significar "el que atrae / seduce", por lo que según otra interpretación, el rey pondría estas estatuas "para atraer / seducir". Según Julia Assante, se suponía que tales estatuas estimulaban sexualmente a los soldados, aumentando así su moral y su voluntad de luchar.
La inscripción termina con una advertencia para quienes intenten eliminar el nombre del rey de la estatua:
"En cuanto al que quite mi inscripción y mi nombre, los dioses Sebittu lo aflijan con mordedura de serpiente".